# 维勒福尔 (奥德省)
维勒福尔（法語：Villefort，法語發音：[vilfɔʁ] ⓘ）是法国奥德省的一个市镇，属于利穆区。

## 地理
维勒福尔（42°57'13"N, 2°1'57"E）面积12.67 平方千米，位于法国奧克西塔尼大區奥德省，该省份为法国南部沿海省份，北起塔恩省，西北接上加龙省，西接阿列日省，南至东比利牛斯省，东临地中海，东北与埃罗省接壤。
与维勒福尔接壤的市镇（或旧市镇、城区）包括：沙拉布尔、费斯特和圣安德烈、蒙雅尔丹、皮韦尔、里韦勒。

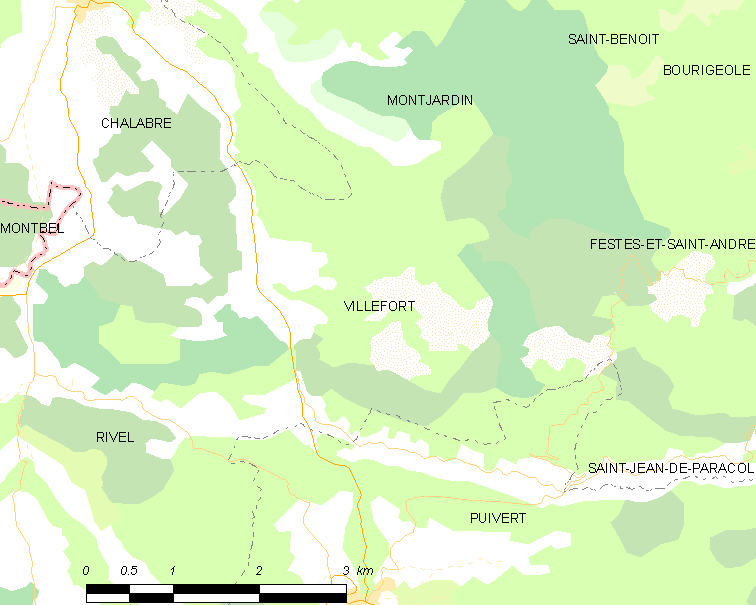
的OSM定位图

维勒福尔的时区为UTC+01:00、UTC+02:00（夏令时）。

## 行政
维勒福尔的邮政编码为11230，INSEE市镇编码为11424。

## 政治
维勒福尔所属的省级选区为上奥德河谷县。

## 人口

1962-2008年间人口变化图示

维勒福尔于2022年1月1日时的人口数量为86人。